# Charitoprepes
Charitoprepes és un gènere d'arnes de la família Crambidae. Conté només una espècie, Charitoprepes lubricosa, que es troba a l'Índia (Muntanyes Khasi). Va ser descrit per primera vegada per William Warren el 1896.